# Paul Schimpke
Heinrich Ehrich Paul Ernst Schimpke (* 25. November 1880 in Gladbach; † 11. Mai 1970 in München) war ein deutscher Professor für Werkstoffkunde und Schweißtechnik und Rektor der Staatlichen Akademie für Technik in Chemnitz.
Schimpke studierte von 1898 bis 1902 an der Technischen Hochschule Berlin die
Fachrichtung Maschinenbau.
Anschließend arbeitete er in Gruben- und Hüttenbetrieben in Gelsenkirchen und Rheinhausen als Konstrukteur, Bauleiter und Betriebsingenieur.
Ab 1909 lehrte er an der Gewerbeakademie Chemnitz. Er übernahm dort zunächst die Fächer Mechanische Technologie, Werkstoffkunde,
Eisenhüttenkunde, Gießerei und Schweißtechnik und ab 1922 auch die Kurse für Autogen- und Elektroschweißen.
1922 war Schimpke maßgeblich am Aufbau eines der ersten Schweißlaboratorien an einer technischen Bildungsstätte in Deutschland beteiligt.
Von 1926 bis 1945 war Schimpke Rektor der Staatlichen Akademie für Technik, der Vorgängereinrichtung der Technischen Universität Chemnitz. Am 6. November 1945 wurde er als Rektor abgelöst.
Schimpke verfasste mehrere Standardwerke über Schweißtechnik und Werkstoffkunde, die zum Teil bis in die 1980er Jahre verlegt wurden. Er war Mitglied (Mitgliedsnummer 03101) des Vereins Deutscher Ingenieure (VDI).

## Veröffentlichungen (Auswahl)
- Paul Schimpke, Hermann Schropp, Rolf König: Technologie der Maschinenbaustoffe. Werkstoffkunde, Werkstoffprüfung, Werkstoffverarbeitung. Hirzel S. Verlag; 19. Auflage, 1987, ISBN 3-7776-0312-0.
- Paul Schimpke: Die neueren Schweissverfahren, 7. Auflage, Springer, Berlin, Göttingen, Heidelberg, 1950.